# Byrkholmsfjärden
Byrkholmsfjärden är en sjö i kommunen Karleby i landskapet Mellersta Österbotten i Finland. Sjön ligger 0,2 meter över havet. Arean är 5,73 kvadratkilometer och strandlinjen är 55,83 kilometer lång. Sjön  ingår i Egentliga Bottenvikens avrinningsområde.   Den ligger nära Karleby och omkring 420 kilometer norr om Helsingfors. 
I sjön finns öarna Lappen, Hallongrundet, Kilsundsholmen, Alören, Byrkholmens Storgrundet, Smedsmattasgrundet, Aligrundet och Vattungen. 
Sydöst om Byrkholmsfjärden ligger Öjasjön. Nordöst om Byrkholmsfjärden ligger Karleby hamn. 